# Pseudocraspedosoma vestonense
Pseudocraspedosoma vestonense är en mångfotingart som först beskrevs av Karl Wilhelm Verhoeff 1934.  Pseudocraspedosoma vestonense ingår i släktet Pseudocraspedosoma och familjen Neoatractosomatidae. Inga underarter finns listade i Catalogue of Life.